# 劉迪 (康熙進士)
劉迪（1627年10月19日—？年），號康民，號梅潭，四川保寧府閬中縣人，習《書經》，順治十七年庚子科四川鄉試中式解元，康熙六年丁未科會試中式進士。吏部考功司、稽勲司郎中，康熙二十六年丁卯科浙江鄉試副考官。